# Susan Brownmiller
Susan Brownmiller (n. 15 februarie 1935, New York City, New York, SUA – d. 24 mai 2025, New York City, New York, SUA) a fost o activistă și jurnalistă americană radical-feministă. A devenit cunoscută prin scrierile sale, ca Against Our Will: Men, Women, and Rape, despre viol. A participat la mișcarea feministă Freedom Summer, fiind una dintre întemeietoarele organizației Women Against Pornography "Femei împotriva pornografiei").

## Cărți publicate
- Gegen unseren Willen. Vergewaltigung und Männerherrschaft. Fischer-TB.-Vlg., Frankfurt am Main, 2000, ISBN 3-596-23712-2 (1975)(în traducere „Contra voinței noastre. Viol și dominație bărbătească”)
- Weiblichkeit. Frankfurt am Main: S. Fischer, 1984, ISBN 3-10-008202-8 (în traducere „Gingășia feminină”)
- In Our Time: Memoir of a Revolution. (ISBN 0-449-90820-8)